# 1964年東京オリンピックのガーナ選手団
1964年東京オリンピックのガーナ選手団（1964ねんとうきょうオリンピックのガーナせんしゅだん）は、1964年10月10日から10月24日にかけて日本の首都東京で開催された1964年東京オリンピックのガーナ選手団、およびその競技結果。

## 概要
今大会は銅メダル1個、合計1個のメダルを獲得した。

## メダル
| メダル | 選手名         | 競技       | 種目               |
| ------ | -------------- | ---------- | ------------------ |
| 銅     | エディ・ブレイ | ボクシング | ライトウェルター級 |